# ブブキ・ブランキ
『ブブキ・ブランキ』（舞武器舞乱伎）は、サンジゲン制作による日本のアニメ作品。テレビシリーズとして、2016年1月から3月にかけて放送された。第12話（最終話）放送時にCMにて続編制作決定が発表され、10月から12月にかけて『ブブキ・ブランキ 星の巨人』（ブブキ・ブランキ ほしのきょじん）のタイトルで放送された。サンジゲン10周年記念作品 。

## あらすじ
一希夫妻と、まもなく6歳になるその双子の兄妹は天高く浮かぶ浮遊島「宝島」で「ブランキ」という巨大生命体を監視するという宿命を背負いながらも、他に人がいない自然豊かな環境で伸び伸びと平和に暮らしていた。しかし、ブランキ対策の責務を負っている母親の汀の容態が悪いのを慮った妹の薫子が母を助けようとブランキ「王舞」を起動させようとした事で大量のブランキが暴走し、更に空から沢山のブランキが降ってくる事態に陥った。汀は自らは宝島に残りブランキを食い止める責務を全うし、夫と子供を王舞と共に自らの生まれ故郷である地上に避難させた。しかし、王舞と他のブランキが東京湾に落下した結果、東京は甚大な被害を受け、万流 礼央子の情報操作によって汀は「魔女」として東京を破壊した悪人に仕立て上げられてしまった。
10年後。双子の兄である一希 東は母親を救うべく世界各国を放浪していたが、幼馴染の朝吹 黄金から手紙を貰い10年振りに日本に帰国。その日はブランキが東京湾に落ちた慰霊祭の日であった。しかし、東京に到着するとブブキ警察に捕らえられ、魔女の息子呼ばわりされながら「王舞の心臓」の在り処を尋問される。それに全く心当たりが無い東だったが、パトカーで彼が連行されるところを目撃した黄金によって脱走に成功。彼女から野々 柊を紹介される。柊から王舞の行方が分かったと知らされ、礼央子の手下である的場井 周作の攻撃をかわしながらその場所へ向かうと、そこには骨だけになった王舞が拘束されていた。

## 登場人物

### 日本陣営

#### 主要人物
一希 東（かずき あずま）
声 - 小林裕介、寺崎裕香（子供）
本作の主人公。王舞の心臓。16歳。リンズの色は青。リンズ操作の能力は乏しい。薫子と比べると大人しい性格。高所恐怖症。
6歳の時にブランキの襲撃から逃れるため、汀によって宝島から地上に降ろされた。帰国子女で10年間海外にいたので、ブブキや王舞の心臓については全く知らなかった。
心臓を拳にくっつけてリンズを張りながら殴るなど前線に出てしまうのでブブキ使いたちを驚かせた。
【星の巨人】
宝島の落下の際、行方不明となった王舞の体を探すため台湾に向かうも出国手続きに引っ掛かる。ザンパザを撃退後、心臓を狙う薫子と対峙した。その後、黄金と共に他の仲間とはぐれた際に的場井と出会い、彼から礼央子の救出を依頼されると、ギーに騙されている薫子の救出に協力することを条件に共闘の契約を結び、的場井の操縦するアルゴー・ガウラに搭乗する。北極点近くを通過した時、アルゴー・ガウラが強力なリンズに引っ張られ不時着。そこで行き倒れているユックという少女を助けた後、洞穴でテュロクと出会った。要塞島で礼央子を助け出した後、再度同島に向かい薫子救出を果たす。薫子救出後は、アルゴー・ガウラでメンバーと合流し追撃してきたバトロフを迎撃した。デウス・マグナに入ってからは礼央子を救出し共にギーを倒す。
朝吹 黄金（あさぶき こがね）
声 - 小澤亜李
王舞の右手。16歳。ブブキは手の形をしたライジョウドウ（通称、右手ちゃん）。2期で方向音痴であることが判明。
東に度々突っかかる柊や柊と木乃亜の諍いを「今はそんなことをしている場合じゃない」と止めたり、東に対してメンバーのフォローをするなど皆を気遣う心優しい少女。
一人称は「ウチ」。東を「あーちゃん」、柊を「ひーくん」などあだ名で呼んでいるなど口調は特徴的。
的場井を父・玄馬を殺した仇としており、ひとたび視界に彼が現れると優しい態度が一変し敵意をむき出しにする。2期で父殺害やライジョウドウの目の傷について的場井の口から明かされた。それによると、玄馬を訪ねた的場井はブブキ使いが狩られるなか、それに背を向けて生きる玄馬を許せず「卑怯者」と断じ、銃型のブブキを向ける。しかし、一瞬で間合いを詰められ玄馬に投げ飛ばされてしまう。その後、的場井のブブキを拾った玄馬に対して焦った部下が背後から射殺してしまった。そんな中、玄馬を探しに来た黄金が彼の遺体を発見、悲しみの余り号泣してしまう。黄金の身の危険を感じたライジョウドウが、彼女を守ろうと彼女自身のリンズを吸収し始めると黄金は気絶する。ライジョウドウの暴走状態を見た的場井は、ライジョウドウを破壊すれば黄金もブブキ使いという運命から解放され、今よりもまともな人生を送れるのではないかと思い銃撃、弾丸がライジョウドウの目玉を掠めたため傷が出来たのであった。その後、ライジョウドウは的場井から黄金を奪い返し行方をくらました。
「右手ちゃん」と呼んだりお風呂でライジョウドウの体も洗ってあげるなど他のメンバーに比べてブブキと親しげに接している描写が多い。
【星の巨人】
王舞の体を探すため東に先行する形で台湾を訪れる。アジアチームの趙と意気投合するが、ザンパザを撃退後、薫子に組する趙と対峙し勝利した。その後、東と共に他の仲間とはぐれた際、的場井と出会う。彼が敵であった自分たちに土下座をしてまで礼央子の救出を依頼する姿を見て激高するが、東の説得や的場井の自分への態度を見て、殺さないものの絶対に許さないという形で、自分の気持ちに一定の区切りをつけた。東と契約を結んだ的場井の操縦するアルゴー・ガウラに搭乗する。北極点近くを通過した時、アルゴー・ガウラが強力なリンズに引っ張られ不時着。そこで行き倒れているユックという少女を助けた後、洞穴でテュロクと出会った。監獄島で救出した礼央子を匿う隠れ家でバトロフの襲撃を受けるが、秋人からブブキの真の使い方を教わる。脱出後は、アルゴー・ガウラで東と合流し追撃してきたバトロフを迎撃した。最終盤はデウス・マグナと戦う。
野々 柊（のの ひいらぎ）
声 - 斉藤壮馬
王舞の左足。16歳。ブブキは槍型のイワトオシ。
クールぶりつつも熱血漢。東が来るまでリーダーとして皆を引っ張っていたようで、東が来てからもブブキなどの知識が全くない東にリーダーのポジションを譲る気はなく、皆を引っ張ろうとするスタンスは変わらない。東が合流してもライバル意識（実際は父親が心臓〈汀〉に振り回されていたことが情けないと考えていた）からか「自分の方が心臓を上手く扱える」とし、心臓をよこせと高圧的な態度で東に迫った。
しかし心臓で殴りかかるなど突飛な行動が多い東と関わることで「心臓と一緒に突っ走る手足になる」と考えるようになったため、アメリカチームに襲われた際にリンズで東を庇うなど仲間として接するようになっている。
礼央子を倒して彼女が支配する世界を変えることでブブキ使いとしての誇りを失った父の目を覚まさせるという決意を東に語った。
ブブキと親しげにする黄金とは正反対で父から譲られたブブキを「単なる道具」として度々ぞんざいに扱っていたが、絶美との戦いでイワトオシを信頼して為せるコンビネーションを見せた。
木乃亜(後述)とはよく口論になるが、新走との関係を追求するなど、意識している様子も見せる。
【星の巨人】
王舞の体を探すため東に先行する形で台湾を訪れる。アジアチームのラクシミに心惹かれ、木乃亜とラクシミの胸を比べるなど年頃の男子のような態度を頻繁に見せるようになる。ザンパザを撃退後、薫子に組するラクシミと対峙し勝利した。その後、東と契約を結んだ的場井の操縦するアルゴー・ガウラに搭乗する。北極点近くを通過した時、アルゴー・ガウラが強力なリンズに引っ張られ不時着。そこで行き倒れているユックという少女を助けた後、洞穴でテュロクと出会った。監獄島で救出した礼央子を匿う隠れ家でバトロフの襲撃を受けるが、秋人からブブキの真の使い方を教わり、その力でバトロフの左腕にダメージを負わせる。脱出後は、アルゴー・ガウラで東と合流し追撃してきたバトロフを迎撃した。最終盤はデウス・マグナと戦う。
扇 木乃亜（おうぎ きのあ）
声 - 石上静香
王舞の左手。16歳。ブブキは二振りの剣であるヒメキリ、ホエマル。お嬢様学校に通っており以前は大人しい性格であった。
男勝りでヤンキーのような荒い口調が特徴。その反面、アジトでたくさんの料理を作って振る舞うほどの料理上手。
東のことはすんなり受け入れている様子。
かつてブブキ警察により連行されかかるが素性を隠した新走宗也により助けられ一時期恋愛関係にあった。
【星の巨人】
王舞の体を探すため東に先行する形で台湾を訪れる。ザンパザを撃退後、薫子に組する温と対峙し勝利した。その後、東と契約を結んだ的場井の操縦するアルゴー・ガウラに搭乗する。北極点近くを通過した時、アルゴー・ガウラが強力なリンズに引っ張られ不時着。そこで行き倒れているユックという少女を助けた後、洞穴でテュロクと出会った。監獄島で救出した礼央子を匿う隠れ家でバトロフの襲撃を受けるが、秋人からブブキの真の使い方を教わる。脱出後は、アルゴー・ガウラで東と合流し追撃してきたバトロフを迎撃した。最終盤はデウス・マグナと戦う。
種臣 静流（たねおみ しずる)
声 - 小松未可子
王舞の右足。16歳。ブブキは狙撃銃型のツラライ。絵画において比類なき才能を持つが、それを周りに理解されず自分のことを化け物と思っている。2期でダウジングの仕草をしながら女性陣に台湾で購入した水着を着用して外に出た方が良いと予言し的中させたことがある。また、一度寝ると中々起きない体質である模様。
つかみどころのない言動が多い天然系な少女であるが、実際は戦闘の天才。大の好物である野菜を草と称している。
右足のブブキ戦にて、叔父の秋人に看破されたことにより戦意を喪失し、危うく敗北しかけるが柊が絶美に勝利したことにより、ブブキ戦は王舞サイドの勝ちとなり化石化したペン型のブブキを秋人から渡される。
その後も鬱憤とした姿を見せるが、襲撃してきたロシアのバラキレヴァ姉妹からの発せられた秋人の自分に対する評価により再起し、2人を圧倒した。
【星の巨人】
王舞の体を探すため東に先行する形で台湾を訪れる。ザンバザを見てマクシム以外の4人の存在を感じ取れなかった。ザンパザを撃退後、薫子に組する白と対峙し勝利した。その後、東と契約を結んだ的場井の操縦するアルゴー・ガウラに搭乗する。北極点近くを通過した時、アルゴー・ガウラが強力なリンズに引っ張られ不時着。そこで行き倒れているユックという少女を助けた後、洞穴でテュロクと出会った。監獄島で救出した礼央子を匿う隠れ家でバトロフの襲撃を受けるが、秋人からブブキの真の使い方を教わる。脱出後は、アルゴー・ガウラで東と合流し追撃してきたバトロフを迎撃した。最終盤はデウス・マグナと戦う。

#### 主要人物の家族
一希 明（かずき あきら）
声 - 小山力也
東の父親。筋肉質で恰幅がいい、明るくおおらかで家族思いな性分。リンズの操作能力は無い模様。10年前に汀に頼まれ子供達と共に地上に逃れた。
【星の巨人】
再びテュロクの協力により宝島に渡ったが、既に病魔に襲われており宝島で亡くなった。
一希 汀（かずき みぎわ）
声 - 柚木涼香
東の母親。リンズの色は青。その卓越したリンズ操作能力を使って宝島でブランキの監視と対応を責務としている。礼央子とは学生時代には親友の関係であり、当時余命が3年しかなかった礼央子の為に延命方法を探し、炎帝と不死の関係にたどり着くが、礼央子が炎帝を世間に知らしめたため、それを止めるべく一人で出撃し、そのとき炎帝の手足を破壊した。その心臓を潰したことにより礼央子は不老不死となるが、その後八年もの間座敷牢に閉じ込めた上に子供を授かり、礼央子を地上に残して宝島へ上がったため、礼央子の恨みを買ってしまうことになる、また長年のリンズの酷使のせいか体が弱っており母親を助けたいと思った10年前の薫子が起こした事故の後、家族を地上に逃がし自らは宝島で独りブランキを監視していた。地上へのブランキの落下数を考えると、2話の時点ではまだ生存していると東は考えており、東達が王舞で宝島に上がった時に生存が判明したが、柊の申し出を故意か無意識かはぐらかしている。
その後、宝島の封印がとかれあけ放たれた扉からアメリカチームを始め心臓を欲するブブキ使いが宝島へ上がり、ロシアチームが破壊活動を行い落下し始めた為自身は多数のミサイル相手に奮戦するが最終的に爆風により落下生死不明となる。
【星の巨人】
ギーの行動を止めるべく彼と会見するが話し合いは決裂、拘束されるが新走の動かすザンパザにより助け出された。宝島が沈む海域へ新走と共に向かい潜航、そこに同じ目的で現れた王舞に乗った東と再会する。東らを吹き飛ばし自らを犠牲に宝島を破壊しようとする。
結局は失敗し肉体的には死亡するも王舞により自分が人でありながらブランキであることを告げられる。その後、王舞の力により過去に行き、礼央子を見守る為に炎帝の頭蓋に入ったことを思い出した。ギーが倒されると、一体化したデウス・マグナの頭部と共に他の星のブランキ達の命を繋ぐため宇宙に旅立った。
一希 薫子（かずき かおるこ）
声 - 金元寿子
東の双子の妹。リンズの色は赤。リンズ操作能力に長けており、明るく闊達で猪突猛進な性格だった。正義感は強いがトラブルメーカー。
母に内緒でリンズ操作を行っており、10年前、母親の汀が兄妹が6歳の誕生日を迎えたのを機に、一希家の宿命と知識・技能を伝えようと決心した矢先、そんな事を知らずに母を助けたい一心で王舞を起動させようとして、ブランキの暴走と大量侵攻を招いてしまった。取り返しの付かない事をしてしまった事を恐怖に怯えながら汀に泣いて謝るが、汀は彼女の想いを受け取って彼女を叱らなかった。その後は汀によって父と兄と共に地上に下ろされた。地上では一人、台湾に預けられて育つ。自身をアイドルと考えていて、チームアジアの面々には「凡人」と言い放つ等決して良いとはいえない言動・態度を取るが、ある程度信頼されている様子。薫子本人も劉毅に怯える趙を庇ったりする場面もある。ギーのことを「ギー様」と呼び、彼に認められたいと考えている。
王舞については相当詳しいようで、チームアメリカのエピゾに、宝島に行くには王舞の心臓を砕く必要があることなどを記した手紙を送っている。
【星の巨人】
ギーから黒い心臓、劉毅からチームを借りた。第2の故郷・台湾に出現した首なしブランキの迎撃に向かうも、突如出現したザンパザにブランキを倒される。ザンパザと交戦するが劣勢になり撤退した。その後、東の王舞の心臓を狙うも失敗し撤退。ギーから新たな力として礼央子の炎帝を操ることになる。
要塞島でマクシム達の遺体の目撃及びギーの秘書・ドゥーブルの言葉から、自身がギーに騙されていたことに気づく。ギーを打倒するため東と手を組み、彼らを礼央子救出に向かわせ、自身はエピメウを炎帝で抑えた。その後、炎帝の操作の反動で動けなくなった所をギーに捕まり処刑されそうになるが、潜入していた絶美に助けられる。脱出中に自分を助けにきた東と出会い、お互いの心情を吐露、薫子は兄に対するコンプレックスがありそれが東を嫌いな理由であった。東から木彫りの心臓を受け取った事で父の思いを知り、正式に東と和解した。
直後、エピメウの再襲撃を受けるが、ザンパザを伴い現れた新走からザンパザ用に調整された黒い心臓を渡され、ザンパザを操る。最終盤では東に協力しデウス・マグナに挑む。
朝吹 玄馬（あさぶき げんま）
声 - 土田大、柳田淳一（24年前）
黄金の父親。自身を付け狙う的場井周作に居所を突き止められ殺害された。いつか娘と共に宝島を訪れることを願っていた。24年前、野々や種臣桃香と共に汀の要請を了承し、ブブキとの契約を解除した模様。
【星の巨人】
的場井周作に殺されたと思われたが真実は少し違い、自身は周作を返り討ちにしており周作の銃型ブブキを手に取ったことにより周作の部下の一人が背後から撃ったことが真実であった。
種臣 桃香（たねおみ ももか）
声 - 井上喜久子
静流の母親。天才的な才能を持つ静流を恐れていた。
野々 由樹（のの ゆうき）
声 - 浜田賢二、石谷春貴（24年前）
柊の父親。汀が宝島に行く前日に生まれた柊にブブキが受け継がれたため、ブブキ使いでは無くなった（12話では24年前に一人で炎帝と戦うことを決めた汀から、ブブキとの契約を解除するよう要請され解除している）。そのことを知り、共に宝島に向かわせるのを酷と考えた汀は彼に同行を頼まなかった。その後、彼は地上でやさぐれた生活を送るようになり柊の反面教師となる。

#### 万流礼央子門派
万流礼央子と彼女に忠誠を誓う四天王。四天王は、全員が炎帝の手足に該当するブブキ使いであったが、24年前の戦いで代々受け継いできたブブキを喪失しており、他のブブキ使いから奪ったブブキを使用している。
万流 礼央子（ばんりゅう れおこ）
声 - 潘めぐみ
炎帝の心臓。10年前の大災害以来、情報操作や恐怖政治などの強権的な手段で日本の実権を握っており、首相を初めとした多くの日本人から密かに反感を買われている様子。実年齢は40歳だが、24年前から外見が16歳で止まっている。汀とは何らかの因縁があり、彼女とその家族である一希一家を憎んでいる。
彼女の操るブランキ、炎帝は頭部と胴体のみの不完全な状態ながら東たちが操る王舞を圧倒するほどの力を持つ。24年前に汀たちと戦って負けたことが3話で判明した。
炎帝の心臓の代わりをしており炎帝と共にある限り不死ではあるが再生するたびに脳にダメージを受け幼児退行や記憶障害を引き起こし、やがて自分が誰かもわからない肉の塊になり果て、その身体は炎帝が近くにいないと身動き一つ取れなくなる。
東の母である汀とは学生時代には親友同士であり当時は仲が良かった。そして、汀が自分の為に延命方法を探してるのは理解していたが、炎帝を世間に知らしめたことにより、その後の運命は数奇なものとなった。自身は成長も止まり、座敷牢に八年も閉じ込められた上に、その親友である汀が子供を授かったことや、自分を置いて宝島へ上がることなどを知り、それが汀に対する憎悪と変わったのちに解放されるが、政府の出したブブキ使いの抹殺命令に時の内閣の面々を殺害し、その場を目撃した秘書を傀儡の首相とすることで恐怖による統治が始まった。
ブランキに対しても憎悪を抱いておりすべてのブランキを破壊した後、炎帝をも破壊して自身の人生を終えるつもりである。
【星の巨人】
宝島落下後は炎帝と共にデモクラティアに回収されており、礼央子自身はフランス西海岸の同組織の拠点「要塞島」に監禁されていたが東達により助け出される。隠れ家でのわずかな療養中の東との会話により自身の考えを改め始める。その後、日本に向かう途中遠隔操縦用の疑似心臓を付けた炎帝に攫われデウス・マグナの体内に囚われるが、その時に炎帝の中に汀がいることを感じる。デウスマグナの体内に突入してきた東に救出され共闘し、炎帝の中にいる汀と共にギーを倒す。
その後一年近く眠りにつき目覚めるが炎帝の再生能力を失い普通の人間になった代わりに記憶を失う。
的場井 周作（まとばい しゅうさく）
声 - 津田健次郎
炎帝の右手。東たちが最初に遭遇した四天王。銃をブブキに変化させる。東たち子どもにも容赦がない冷酷非情な性格。
以前、朝吹玄馬を殺害したことから、その娘・黄金から親の仇として激しい敵愾心を持たれている。ブブキ使いの居所を嗅ぎ当てることが出来、幾度も東達を窮地に追い込んだ。ブランキ運搬線での移動を目指す東達の前に立ち塞がり、黄金に一対一の決闘「ブブキ戦」を行い黄金を追い詰める。最後は乱入した東の背後から放たれた黄金の攻撃で負傷し、また、線路上にいたためブランキ運搬線に轢かれる羽目になり、命の危険を感じたことから敗北を認めた。
また妻帯者であり宝島へ東達が上がった同時期に子供が生まれリンズの力の衰えてしまうことを理解しており、その為黄金を普通の生活に戻すべくライジョウドウを破壊しようとしたが思い違いに気づき宝島で宗也と交戦していた黄金達を助けて宗也に勝利するがリンズの限界が来てしまいその直後新走に撃たれ倒れる。
【星の巨人】
宝島で新走に撃たれ死亡したと思われたが、直後に新走による治療が行われた為、宝島落下後も生存しており台湾にいる東達の前に現れ、黄金の父を殺した一件の真実を話してギーに監禁されている礼央子の救出を依頼した。東からの条件である薫子の救出の協力を承諾し共闘の契約を結んだ後、アルゴー・ガウラを操縦しフランスに向かう。救出した礼央子を匿った隠れ家でバトロフの強襲を受ける。
新走 宗也（あらばしり そうや）
声 - 木村昴、村中知（幼少）
炎帝の左手。指輪をブブキに変化させる。四天王の中で最年少の35歳。強面であるが医師としての顔も持つ。
以前、当初は大人しい性格で、親から継いだブブキを嫌っていた木乃亜をブブキ警察の尋問から救い好意を持たれる。後にブブキ警察に拘束され（新走に心惹かれ、隠れて後を付いてきた木乃亜も拘束された）護送中に爆破した飛行機から飛び降りた際、木乃亜のブブキに救われる。その後、「宝島」の写真を渡して姿を消した。後に全ては自分のブブキを確認するための嘘や演技であったことを知った木乃亜からは「ゲス」と呼ばれ、「あのまま現れなかったら最高にカッコ良かったのに」と吐き捨てられた。
ブランキ運搬線で鎌倉に移動中の東達の前に現れ、木乃亜とブブキ戦で戦う。指輪から放たれる催眠作用を持つ光で木乃亜を過去の記憶に閉じ込めて動きを封じ、止めを刺そうとするが、ヒメキリ・ホエマルに覚醒させられた木乃亜に形勢を逆転される。最後はブブキを破壊され敗北し線路外に放出された。その後、石蕗に救出される。
礼央子を炎帝に乗せない為に礼央子はおろか他の四天王に知らせず暗躍を続け他国のブブキ使いを宝島に呼び込むが、ロシアチームが宝島を落下させる行動をするまでは想定できず、的場井に指摘されるまで気づかなかった。そして的場井と交戦するが敗北しお互いの真意を話す。その後、劉毅と遭遇し交戦の末、落下中の宝島から落ちた。
【星の巨人】
的場井の口から海に落下して生存が語られている。要塞島でエピメウに襲われていた東達の救援に現れた。事前に奪取していた、薫子のために調整されたザンパザ用の心臓を薫子に渡す。ギーと対面していた汀を救出後は日本海溝に移動、海底に向かった汀において行かれ海上を漂流していた。薫子に救助された後は彼女にザンパザを託す。
間 絶美（はざま ぜつび）
声 - 日笠陽子
炎帝の左足。懐中時計をブブキに変化させる。性格は気まぐれで、暇つぶしのために柊達の協力もしていた。希望に胸を膨らました若者の絶望する表情を好む。自身の美にも敏感で瞬間移動すると肌が乾燥することを気にしている。
当初は堀野 真実として柊達の王舞奪還計画に携わったり、東に「一希文庫」を見せブブキや万流礼央子について教えたりしていたものの新走が木乃亜に敗北した直後に正体を現す。柊とブブキ戦を行い、一瞬だけ時を止める力で柊を苦しめるが、イワトオシと連携攻撃を放った柊にブブキを破壊され敗北する。
ブブキ戦が終わりデラシネに敗北した東を諭すなど大人の対応を見せる。また、ロシアのブブキ使いが首なしの心臓を奪取することを想定してか偽物を準備するなど抜け目ない一面を持つ。
年齢に関しては礼央子と同い年の40歳であり時々彼女を呼び捨てにしている。
終盤宝島の落下を止めるため数えきれないミサイルの群れを相手に秋人と限界まで戦った。
【星の巨人】
ギーの秘書「ドゥーブル・ド・ヴァーブル」としてデモクラティアに潜入しており、礼央子が東達に救出された後、折を見て正体を現し捕らえられた薫子を救出する。
ギーとの決戦の後、妊娠をしている。
石蕗 秋人（つわぶき あきひと）
声 - 興津和幸
炎帝の右足。静流の母方の叔父。万年筆をブブキに変化させる。普段は文学を嗜んでおり時々文学交じりに評価することがある。2期でギーの所有する敷地のすぐ隣に土地を買っていたことが判明した。
通信手段を持たない上に度々住居を変えるため、連絡役となる新走に小言を言われる。四天王の中で温厚な性格ではあるが頭脳明晰で戦闘では四天王最強であり、他の四天王からもその実力は認められている。
柊が絶美と交戦する最中、救出した新走と共に東達の前に現れブブキ戦で静流と交戦。絶美が敗れたことで四天王側の敗北を認めたが、静流が東達と同行したがために才能を曇らせ、自身のブブキとも気持ちを通わせられなくなったことを看破する。
終盤宝島の落下を止めるため数えきれないミサイルの群れを相手に絶美と限界まで戦った。
【星の巨人】
礼央子救出のため作戦行動を取っていることが的場井の口から語られており、東達が要塞島に到着したと同時に行動を開始し、礼央子の救出終了後東達に合流している。隠れ家をバトロフに襲撃された際、柊達にブブキの真の使い方を教授した。

### チームアメリカ
ロシアチームと同様、デラシネ撃破後に動き出したチーム。当初は心臓が稼働しておらず、そのため東の持つ王舞の心臓を付け狙ったがエピゾの判断により撤退、その後はエピゾ個人は東に対して好意的に接している。2期の終盤ではデウス・マグナに挑む東らに協力する。ギーとの決着の後、エピゾのメガララの心臓を動かす手段を探して5人で旅をしてる。
エピゾ・エヴァンス
声 - 細谷佳正
東達が列車で宝島へ向かう途中、出会った陽気なメタボ体型のアメリカ人。16歳。チームアメリカのリーダーであり、母親を亡くしてその母親から形見ともいえるメガララの心臓を受け継ぐ。
日本文化を好きなようで日本語で「ぬりえ」と書かれたTシャツを着て、「ネコ」と書かれたウエストポーチを付けている。非常に前向きな性格で、柊や木乃亜達がかなり引くほどのテンションの高さを見せる。チームメンバーからはバカやら心臓が使えないことから「足手まとい」などと言われるが、その真っ直ぐで揺るがない姿勢を認められ信頼されている。
16年前に汀によって発された信号によりメガララの心臓が機能を停止したため、その代替として東の王舞の心臓を奪おうとしていた。しかし、拳で東と渡り合った中で考えを改め自分達でメガララの心臓を動かす手段を探すことにした。その後東を友と呼び炎帝に苦戦する一行に、薫子からの手紙に書いてあった王舞の覚醒方法を教え撤退させることに成功する。その後宝島へ仲間と上がり心臓を手に入れる。
【星の巨人】
ギーからの言葉で喜ぶなど相変わらずのテンションではあるが、復活したメガララで敵ブランキを瞬殺している。要塞島に来た東達をレティシアと共に迎撃した。突如現れた薫子に自分達がギーに騙されたと知り離反するが、レティシアの戦う理由を知り彼女の味方をする。ギーから離反した咎での処分の取止めと引き換えに東抹殺の命を受けた。その際、レティシアの心臓所有者としての資格の剥奪及び身柄拘束を知らされると、彼女の戦う理由や願い等を伝え必死に撤回を嘆願する。
その後富士山にて王舞と交戦中に現れたエピメウを見ると、レティシアをエピメウから降ろそうとするがギーの企みによりレティシアは取り込まれる。エピメウの頭部に入り彼女を助けようとするが、時既に遅くレティシアは死亡した。デウス・マグナが現れた際も、失意のどん底にあったがモーゼスの叱責により再起し、彼のブブキを託されデウス・マグナへと向かう。
リュイス・ガルシア
声 - 木島隆一
メガララの右手。16歳。ブブキは柄がついた大振りのブーメラン型、カサヴェテス・ブーメラン。
以前はエピゾを見下して虐めていたが、現在は互いに理解し合ってエピゾをリーダーと認めている。
ファラー・ウムラウフ
声 - 葉山いくみ
メガララの左手。16歳。ブブキは両刃斧型のフリードキン・トマホーク。
普段は大らかであるが、怒ると口調は荒くなり手も出やすい性格。2期ではエピゾに惹かれているらしく、レティシアに恋した彼を見て寂しそうな表情を浮かべたり、捨て身の行動を取ったエピゾが生きているのを確認すると感極まって抱きついたりした。
チアリーディングを愛し情熱を注いでいるため、チアのユニフォームを木乃亜に貶された際はチアリーディングへの思いを熱く語り、チアのユニフォームを「戦闘服」と称した。
ワグルラ・ハラ
声 - 山下大輝
メガララの左足。16歳。ブブキはドラムマガジンが装填された二連銃型、シルバー・ペキンパー。
勝手気ままな性格で自由を愛するが好戦的な一面もあり、戦闘の際には破壊の限りを尽くす。
ドミナ・ドーシ
声 - 和氣あず未
メガララの右足。16歳。ブブキはモーニングスター型、シーゲル・ハンマー。
言葉を繰り返して話す癖があり、ミステリアスな性格。カラフルなお菓子や、キモカワイイものを好む。オカルト・神秘マニアでもある。

### チームロシア
アメリカチームと同様、デラシネ撃破後に動き出したチーム。当初は心臓が稼働しておらず、そのためデラシネの心臓や東の持つ王舞の心臓を付け狙い何れも失敗するが、結界が解除された宝島に上がり心臓を手に入れる。その後、ギーによりリュドミラ達を洗脳された上で心臓のみのブランキ運用の実験の為に台湾に現れるが東達に敗北する。戦闘後、マクシムは改心するも彼の反逆の目論見は露見しており用済みとばかりに全員始末される。
マクシム・アルセーニエヴィチ・バラキレフ
声 - 河西健吾
ロシアのブブキ使いのリーダーである青年。暗殺を生業とした名門貴族の出身。自分の目的を達成するためには手段を選ばない野心家。心臓を操る自身が王、それ以外の手足は従者で駒に過ぎないとの考えのため、任務に失敗した下層階級出身であるイグナートやデルスを「ドブネズミ」と罵倒し暴行に及んだり、自らを諫めたリュドミラに折檻を加えるなど、エリート意識も強く冷酷非情な性格。
父親からブランキであるザンパザの「心臓」を受け継いでいる。16年前に汀によって発された信号によりその心臓が停止したため、その代替として礼央子達が回収したデラシネの心臓を奪取しようとするが絶美の機転により失敗し、次は王舞の心臓の持ち主である東をつけ狙う。
宝島でブランキの心臓を手に入れ、宝島をロシアの首都に落とした後、ブランキの軍団を組織し新しい国を作ろうと企てるが、ジアーナ以外のザンパザの手足である他のロシアのブブキ使いに反抗された挙句、東に殴り飛ばされる。
【星の巨人】
ギーから心臓資格者のみでブランキを操作・運用する試みの検証という特別任務を遂行するため、ザンパザを使い台湾に現れた。薫子らを退けるも王舞に敗北するが、その後、正気に戻った二人の妹のほかイグナートやジアーナを労り彼らと和解した。しかし、ギーに反逆の目論見を見抜かれており、完全には洗脳の解けていなかったリュドミラのシュベドッカの無数の銃撃を浴び倒れ死亡した。
リュドミラ・アルセーニエヴナ・バラキレヴァ
声 - 浅倉杏美
ザンパザの右手。16歳。ブブキは母親から受け継いだ相手を挟める鎌型であるシュベドッカ。
マクシムの妹であり双子のジアーナの姉。ジアーナ同様、兄マクシムを崇拝している。エリート意識が高く高飛車で傲慢な性格で相手を見下す言動をすることが多い。以前秋人に教えを受けていた。
イグナート達が礼央子達からデラシネの心臓を奪取したと判断し、自身はジアーナと共に同門でもある静流を始末すべく襲撃するが、自分達の発した不用意な一言で静流が再起してしまい敗北、シュベドッカを中心核を残して破壊される。一旦撤退しデラシネの心臓の奪取を失敗となると再び出撃するが今度も返り討ちに遭う。
宝島でも引き続き兄の命令通りに動いていたが、故郷に宝島を落とすという兄の計画を知ると、自我を出し兄に反抗する。
【星の巨人】
ギーにより、ブブキを強制的に支配しブブキ使いの自我を封じるという調整をされ、マクシムの道具となっていたが王舞と交戦後、正気を取り戻した。しかし、完全には洗脳は解除されておらず兄の反逆を見抜いていたギーにより、仲間3人を自身のブブキで狙撃することになった。ジアーナや兄への狙撃の際にブブキの変貌に気付き、半狂乱になりながら必死にブブキを抑えようとしたが叶わなわず自身もマクシムの死亡後にシュベドッカに撃たれ倒れ死亡した。
ジアーナ・アルセーニエヴナ・バラキレヴァ
声 - 小林ゆう
ザンパザの左手。16歳。ブブキは母親の双子の妹である叔母の死後主人がいなかったハンマー型、ズヴョズダチカ。
マクシムの妹でありリュドミラの双子の妹。リュドミラ同様、兄マクシムを崇拝している。姉同様エリート意識が高く高飛車で傲慢な性格。
日本ではリュドミラと共に静流を襲撃するが敗北を喫する。宝島では兄に反抗したリュドミラとは違い兄に従う。
【星の巨人】
リュドミラと同様の経緯を辿る。王舞と交戦後、正気を取り戻したが完全には洗脳の解けていなかったリュドミラのシュベドッカの銃弾を浴び倒れ死亡した。
イグナート・ボスボロス
声 - 古川慎
ザンパザの左足。16歳。ブブキは剣型であるモークリ・ヨージク。
下層階級の出身でデルスと共にマキシムの父に拾われた過去を持つ。礼儀正しく穏やかで優しい性格。また、双子からの理不尽な仕打ちに耐えることすらも自分の役目の一つと捉えている程、忍耐力も強い。
デルスと共に礼央子達が回収したデラシネの心臓を奪取することに成功するも、それは絶美の作った偽物であることが判明し、マクシムやリュドミラ達から激しい叱責を受ける。宝島では兄に反抗し罰を受けたリュミドラを治療した東に感謝を伝え、リュドミラに加勢する。
【星の巨人】
リュドミラと同様の経緯を辿り、王舞と交戦後に正気を取り戻した。自身らを労わるマクシムと和解したが、狙撃（完全には洗脳の解けていなかったリュドミラのシュベドッカの銃撃）からジアーナを庇い倒れ死亡した。
デルス・ニジニ
声 - 山下誠一郎
ザンパザの右足。16歳。ブブキはハルバート型であるアンバ。
下層階級の出身でイグナートと共にマキシムの父に拾われた過去を持つ。唯一の親友イグナートには心を開くが、普段は無口で表情をあまり表に出さない。性格は好戦的で野性味溢れ、一度怒ると歯止めのきかなくなる一面を持つ。
イグナートと共にデラシネの心臓を奪取する任務に就いており、自らはブブキをイグナートに同行させ的場井の前で時間稼ぎに徹していた。心臓を無事に奪取するも偽物であることが判明し、マクシムやリュドミラ達から激しい叱責を受ける。宝島ではイグナートと同様リュドミラに加勢する。
【星の巨人】
リュドミラと同様の経緯を辿り、王舞と交戦後に正気を取り戻した。自身らを労わるマクシムと和解したが、直後に狙撃（完全には洗脳の解けていなかったリュドミラのシュベドッカの銃撃）され死亡した。

### チームイングランド
レティシアとその執事たちで構成されており、モーゼスを始め全員レティシアに対する忠誠心は高い。レティシア・モーゼス以外は2期からの登場。薫子達が要塞島から脱出時にレティシアを含めて全員デモクラティアにより拘束される。後に解放されエピメウで東やエピゾらの前に現れるがレティシアが死亡（後述）する。アメリカチームに自身らのブブキと共にレティシアの思いを託した。
レティシア・ニルギリ・スワンソン
声 - 本渡楓
エピメウの心臓。生まれつき体が弱く、身体が少しずつ衰弱する病気のため車椅子に乗っている、チームイングランドの少女。宝島にてブランキの心臓を入手する。ギーに認められ炎帝の心臓使いとなることで、病弱な体を健康なものに治癒させるべく、彼に従っている。
【星の巨人】
エピメウでイギリスの旧首都・ロンドンに出現したブランキ・デラシネを倒す。ギーからはジャンヌダルクの再来と評される。ギーの命を受け要塞島に現れた東達を迎撃した。薫子から真実を聞かされてなお、自身の願いは変わらず結果的にエピゾを動かすことになる。要塞島での迎撃やザンパザに搭乗する薫子の抹殺に失敗したため、ギーに拘束された。その後、拘束は解除されエピメウでエピゾらの前に現れるが、ギーにより洗脳されていたモーゼスに心臓を破壊される。エピメウの頭蓋に強制的に取り込まさせられ、エピゾの必死の救出行動も虚しく死亡する。ギーによると、ブランキの脳を務める重責に彼女の体が耐えられなかったとされる。脳として取り込まれた際、ブランキの世界を目撃していた。
モーゼス
声 - 三宅健太
エピメウの右手。17歳。ブブキは剣型のカラドボルグ。
元不良でスワンソン家に引き取られた当初はレティシアに仕えることに反抗していた。今はレティシアに執事として仕える。奪取したブランキの心臓をレティシアに差し出す。
【星の巨人】
ザンパザにエピメウが敗れレティシアがダウンすると、他の手足と共に果敢に奮戦し薫子をたじろかせた。
メイヘム
エピメウの左手。17歳。ブブキはレイピアのサヴィオロ。
頭脳明晰でモーゼスの副官的存在。非常に無口であり、常にヘルメットを着用しているため素顔を誰も知らない。
プロブス
声 - 天﨑滉平
エピメウの右足。17歳。ブブキは弓型のフェイルノット。
身軽で俊敏な身体能力で犯罪を犯してきた。スワンソン家に引き取られた後は、レティシアに仕えることを喜びとしている。
ビックス
声 - 川原慶久
エピメウの左足。17歳。ブブキは槍型のロンゴミアント。
体術に優れている。コミュニケーション能力も高くチームのおふくろさん的存在。

### チームアジア
劉毅以外は「星の巨人」からの登場。劉毅以外のブブキ名は薫子が名付けた。薫子が炎帝に乗ることになり劉毅にチームは返還されるが、東達に礼央子を取り戻された後隠れ家を襲撃、手足の負荷を考えずに戦う劉毅に、ラクシミを始め手足全員が反旗を翻しデモクラティアに反逆した。その後デウス・マグナを眼前にするラクシミらの許に劉毅が現れ、彼が謝罪することによりひとまずチームとして復活。デウス・マグナに挑む東らに協力する。
劉毅
声 - 浅沼晋太郎
バトロフの心臓。17歳。マクシム同様に自信家・冷酷な独裁者タイプ。他のバトロフのブブキ使いを従者・道具のように扱うため嫌われ恐れられている。ギーから心臓が手足を強制的に支配するアイテムを渡されているが、そんなギーに対しても寝首をかき自分が世界の王にならんとする野望を持つ。
宝島にてブランキの心臓を入手した後、遭遇した宗也と交戦した。
【星の巨人】
一時的に薫子にチームを貸し出していた。東達に救出され匿われた礼央子を奪還すべくバトロフで隠れ家を強襲するが逃げられる。その後、アルゴー・ガウラを追撃し王舞と交戦するが、ラクシミら手足全員の反逆に遭う。デウスマグナを眼前にするラクシミらの許に現れるがこれまでの事への謝罪を要求され、ラクシミの実力行使の後、自分の都合よく解釈し謝罪した。実力行使を受けたラクシミには頭が上がらなくなってしまった。
一希 薫子
声 - 金元寿子
詳細は#主要人物の家族を参照。
趙櫻蘭
声 - 長縄まりあ
バトロフの右手。16歳。ブブキはグローブ型のバーニング・テツレンカ。
ウサ耳のヘアバンドにウサギのリュックを背負っている。大人しい性格。戦闘スタイルは速さ・瞬発力に優れたボクサータイプ。劉を見ると体が震えるほど恐怖している。
王舞がザンパザを撃破した後、王舞の心臓を狙う薫子に加勢し黄金と対峙するも敗北する。
温子儒
声 - 熊谷健太郎
バトロフの左手。16歳。ブブキは傘型のライジング・テッセンシ。
長髪を後ろで束ねており、左目の下に泣き黒子がある。クール・ドライな性格で何事にも物憂げな態度を見せる。劉を激しく嫌っている。薫子の尊大な発言を適当なセリフで流すこともある。
王舞がザンパザを撃破した後、王舞の心臓を狙う薫子に加勢し木乃亜と対峙するも敗北する。
白靖承
声 - 江口拓也
バトロフの右足。16歳。ブブキはアルティメット・ゴンゴン。
基本は無口だが、口を開くと毒舌家。細身だが大食漢。孤独を友として単独行動を好む。
王舞がザンパザを撃破した後、王舞の心臓を狙う薫子に加勢し静流と対峙するも敗北する。
ラクシミ
声 - 園崎未恵
バトロフの左足。17歳。ブブキはライトニング・チャクラム。
褐色の肌に抜群のプロポーションをした妖艶な雰囲気を漂わせる女性。額にはビンディー、体にはインド風の飾りを身に着けている。他者への慈愛に溢れる良くできた大人の女性。占いが得意。薫子の尊大な発言を棒読みのセリフで流すこともある。
王舞がザンパザを撃破した後、王舞の心臓を狙う薫子に加勢し柊と対峙するも敗北する。その際、柊に今後は劉を恐れず自分達も変わることを伝えた。終盤、劉毅を尻に敷いて笑顔を見せるなど立場が逆転している。

### デモクラティア
ギー・バルヴィル・アベイユ
声 - 山路和弘
「デモクラティア」の総裁。55歳。フランス生まれ。心臓を操る家系の出身。高い財力・強大な権力を有する。ワインを好む。
1期ではチームアメリカを統率する。東達と交戦し優勢になりながらも撤退をしたエピゾから受けた「戦略的撤退」というごまかしをすぐに信じ、その後、何故かワインについて話及ぶなど、エピゾ同様に軽く陽気な感じを見せたが、それは言葉巧みに人を操る性格の一端である。
礼央子らがデラシネを倒しその心臓を手にしたことを知ると、心臓を奪還すべくアメリカのブブキ使いを日本に派遣する。
【星の巨人】
ブブキを代々「受け継ぐ」ことを呪いと捉えていて、その呪いから解放されるため子を作ったが、16年前に子供が死亡してしまい再びその呪いが自分に戻ってきた。人間という存在を汚したブランキを憎み彼らを消滅させ、世界を純粋な人間の手に取り戻す事を決意する。その方法として、復活したブランキの始祖たる”デウス・マグナ”で世界を作り変える事を企んでいる。
人間至上主義ともいえる考えを持つため「呪われてしまった子供達（ブブキ使い）」も許せず、ブランキのみならず彼らの抹殺をも考えている。ブブキ使いの前では前述の通り、人当たりの良さそうに振る舞っているが、本心では彼らをデモクラティアの研究のための実験用のモルモットや手駒程度としか見ていない。強制的に従わせるために洗脳を施したり、彼らが反逆すれば他のブブキ使いを差し向け粛清を試みたり、用済みとなれば抹殺も躊躇わずに実行している。
海中に沈んだ宝島がバリアを張り、上空に在った時と同様の状態であることを突き止めている。薫子のパトロンとして黒い心臓及び炎帝を貸し与えた。マクシムの反逆も見抜いており彼の任務終了後、リュドミラのシュベドッカにロシアチームを粛清させたが、他のブランキ使いの一部の離反を招くことになる。最終盤ではテュロクを支配しデウス・マグナの頭部に入り、東らの前に立ち塞がる。その後、デウス・マグナを掌握するが礼央子と東の乗る炎帝王舞と交戦するも敗北、東に呪詛の言葉を残しながら礼央子に止めを刺された。

### その他
市東古哲
声 - 稲田徹
日本の総理大臣。10年前、107代総理大臣・「真庭鷹揚」（声 - 山本兼平）の秘書をしていた。真庭内閣が閣議決定し施行されたブブキ使いの抹殺令によって引き起こされた、幼い子供を含む虐殺に激しく憤った礼央子門派による内閣の抹殺を目撃した際、傀儡として首相に据えられる。表向きは礼央子に忠誠を誓っているが実際には反感を抱いている。
ユック
声 - 加隈亜衣
2期で登場。北極点近くで生活している狩人の娘。ブランキであるテュロクに良く会いに来ている。行き倒れていたところを東達に救われた。

## 用語
ブブキ
ブランキの体の一部である、意思を持つ武器。普段は「透過」によって姿を消している。契約を交わした一族によって代々受け継がれる。ブブキの使用者を「ブブキ使い」という。
核にあたる目玉のパーツを破壊されなければ、それ以外が破壊されてもいずれ修復可能で壊れることはないという。ブブキはブブキ使いの危機に反応して、ブブキ使いを守ろうとすることが柊の口から語られている。
ブブキの持ち主に子供が生まれると、契約を含めて子供に受け継がれリンズも使えなくなる。（人でありながらブランキともいえる存在の汀は除く）子供が死亡した場合は、再び親に契約が受け継がれリンズも復活する。
目玉のパーツは中心核といいそこにブブキの心があり、そこに契約者の心を同調させることにより真の力を出せる。
リンズ
ブブキ使いが体内に持つ、ブブキを使用するのに必要な特殊な粒子。リンズを操る力の強い者はブブキを使用せずともリンズを物質化して戦う事が出来る。ギーによると、元々は朽ちて粉々に砕けたブランキが海中に溶け食物連鎖の果てに人間の体内に蓄積され、リンズと呼ばれる特殊な粒子を作れる人間が出現したとされる。
ブランキ
謎の人型巨大生命体の総称。四肢と心臓の5つのブブキが合体する事で完成し動くようになる。2期におけるテュロクの言葉によると、太古の昔に宇宙から地上に来た際、多くのブランキの脳に当たる器官は機能しておらず四肢と心臓に分離、機能しなくなった脳の代わりに人間と契約することで生き残りを図った。心臓はその「契約の証」であることも語られる。ブランキは「大いなる存在（デウス・マグナ）」の下僕で、デウス・マグナの住まう星をテラフォーミングをする役割を持っていたが、デウス・マグナは生命溢れる地球に手を加えることを良しとせず、自身は眠りにつき身体は宝島と化し結果的に種として衰退していった。
人間と関わることを選ばず宝島に上がったブランキ達も存在する。それらは脳に当たる器官が腐ったため首ごと落ち、首無しブランキとなった。首無しブランキは宝島に沢山存在するものの、薫子の一件まで深い眠りと徘徊を繰り返していた。炎帝以外のブランキは同型機が複数存在する。
16年前、汀によって信号が出され、王舞と炎帝以外の地上に落ちたブランキの心臓が停止した。
王舞（おうぶ）
声 - 大川透
一希家が代々心臓を受け継ぎ、対ブランキ用として封印・管理していたブランキ。一希父子が宝島を脱出して東京湾に落下した後は礼央子の監視の下で新宿の墓ビルの地下の「ブランキの牢獄」に拘束・封印されていたが、東ら王舞のブブキ使いによって奪取された。一本角の生えたロボットのような外見の不完全形態とスマートかつマッシブな容姿の真の形態が存在する。
宝島に行くカギでもある。王舞の心臓を砕くことで心臓の持ち主を頭蓋に格納、それを脳替わりとすることで覚醒状態に入り、宝島の門となる結界を突破できる。その反面、頭蓋に入った人間を取り込もうとする危険な一面を持つ。
【星の巨人】
海中に落ちた王舞を探しに東らは旅に出るが、王舞はデモクラティアに回収されており台湾で黒い王舞を薫子が搭乗しているところを目撃している。その後薫子がマクシム達に敗れた為再び東らの許に戻ってきた。
炎帝（えんてい）
礼央子の操るブランキ。嘗ての王舞との戦いで手足や心臓を失ってしまっている。不完全な状態では、眠っているブランキは倒せるもののデラシネなど覚醒したブランキには手も足も出なかった。王舞の手足を借り受け一時的に完全な姿になりデラシネを倒すが、回収したデラシネの手足では適合しなかった。後に、ザンパザの手足を奪うことで完全体になった。
かつての王舞との戦いで炎帝自体の心臓は破壊されており、その代わりを礼央子が務めることで礼央子が不死になっている。その為、礼央子は炎帝が存在する限り死ぬ事は無いが、炎帝が近くにいないと身動きを取れなくなる欠点もある。操る際の負荷は凄まじく操る人間の身体に火傷のような痛みを走らせる。
【星の巨人】
デモクラティアに回収された。その後、同組織が薫子を疑似的に礼央子と認識させる技術を開発し、心臓資格者のみで運用可能なことも立証されたことから、薫子一人に与えられた。薫子がデモクラティアに反逆するに伴い、同組織の研究において脳に当たる器官に人のような存在や、デウス・マグナの頭部と身体を繋ぐプラグのような役割を持つことが確認される。遠隔操縦用の疑似心臓を付けられ、デウス・マグナの復活後に礼央子を攫いデウス・マグナの体内に入った。
過去に王舞と交戦した時点で脳は朽ち果てており、過去の汀が心臓を潰しても礼央子は不老不死にはならなかった。そのため、脳に当たる器官に過去の世界に行った汀が入ることにより炎帝と一体化し、今日まで礼央子を見守っていた。
炎帝王舞
23話で炎帝と王舞の融合した姿。命名者は静流。
デラシネ
宝島から落ちてきたブランキの1体。人間に当たる首の部分がなく中央に赤く光るコアがある。不完全な王舞を退け四天王の攻撃すら寄せ付けず、後から来た手足のない炎帝すらも終始圧倒していた。戦いの中で脳にあたる器官が徐々に覚醒し、秋人をして「惑星改造」と称するほどの重力を操り周辺環境を劇的に改変できる。
他のブランキを圧倒する性能を見せたが、絶美の指摘を受け、一時的に王舞の手足を借りて完全体となった炎帝により撃破される。その後、心臓と手足は礼央子達に回収されるが、回収されたそれらは炎帝には適合しなかった。また、デモクラティアにより亜種にはそれぞれ名称がつけられている。
キュクロプスタイプ
1期において東達が遭遇した三日月のボディを持つタイプ。上記の通り炎帝に倒される。2期では台湾に2体現れるがザンバザに倒される。
アルゴスタイプ
キュクロプスタイプよりがっしりとした体躯を持ち身体中に「目」となる円筒状の突起を持つ。手の先からマイクロブラックホールを発生させることが出来る。2期でイングランドに現れたがエピメウの攻撃により撃破される。
ギュミルタイプ
肩部に大型のブースター状の装備と巨腕が特徴。腕から超音波を発生させた上で敵を粉砕、胸部にマイクロブラックホールを発生させ全てを吸い込むことが可能である。2期で東を除く黄金達が遭遇した最初のブランキであり台北国際空港を破壊していた。アジアチーム、続いて現れた薫子が操る黒い王舞に破壊された。
ナグリファリタイプ
体の各部が極端に平べったく船のような特徴を持つ。2期でアメリカチームと交戦、海中から襲い掛かるがメガララの頭部のラムでコアを破壊され敗北。
メガララ
アメリカのブランキ。肉弾戦を得意とする。逆三角形の体躯を持ち。頭部のリーゼントのようなラムと両手の巨腕で攻撃をする。
ザンパザ
ロシアのブランキ。俊敏な動きで相手を翻弄、手足のブブキ化等多くの能力を持つ。ロシアチームの壊滅後は薫子が乗り込む。色も黒化しマントも出現したことによりマジシャンの様な風貌になった。
エピメウ
イングランドのブランキ。現在確認されている中では唯一の飛行型ブランキ。翼の先から放つ無数の光線等による中・長距離攻撃を得意とする。レティシアが病弱なため長時間の運用は困難。
バトロフ
中国のブランキ。劉家に代々伝わるブランキであり、劉毅の高い格闘能力が反映されておりブランキ自体も高い格闘能力を持つ。当初は手足の負荷を考えない動きをしていた。
テュロク
声 - 小島幸子
王舞と似た紫色のブランキ。北極点近くの洞穴で東達と出会う。汀について人間の中で最も近しい人物と評する。かつて明に協力し彼を宝島に送った事があった。人間と契約しなかったため、心臓は動いており意思を持ち話すことが出来る。東達と別れた後、デモクラティアに捕獲され自身の「脳」となったギーに支配される。
デウス・マグナ
ブランキの始祖で彼らにとっては神に当たる存在。体は地球の重力に引かれて落下しブランキ達の巣・宝島となり、頭部（ギーは彗星と呼ぶ）は体を求めて宇宙を彷徨していた。汀が身を挺して破壊しようとするも失敗し、頭部と体とのプラグとなる炎帝が体内に、テュロクを支配したギーが頭部に入り復活する。ギーが倒されると、自らの頭部と一体化した汀と共に他の星のブランキ達の命を繋ぐため宇宙に旅立った。残された身体はゆっくりと海中に再び没する。
宝島
地球の遥か上空に浮かぶ、東と薫子が生まれ育った浮遊島。独自の生態系を持つ自然豊かな環境で、眠りと徘徊を繰り返す脳が機能していないブランキが多数存在していたり、難破船や一希家以外の過去の人々の痕跡があったりと謎が多い。
王舞が10年ぶりに宝島へ帰還した後結界となる門は閉じることなく宗也やロシア、アメリカのブブキ使いを招くことになった。その後ロシアチームにより破壊が行われ宝島本体は落下を始め最終的には海中に没する。
【星の巨人】
ギー達により海中に没してもバリアを張った状態で健在であることが突き止められている。事実、日本海溝に没しており空中に在る頃と同様の姿を保っていた。ギーの企みを阻止すべく汀が破壊しようとするが失敗、終盤に宝島がデウス・マグナの身体であることが判明する。
ブブキ警察
ブブキ及びブブキ使いを取り締まる特殊警察。公務中は独特なマスクを被っている。その手口は恫喝するなど手荒。王舞の心臓などのブブキの所在を知ることが出来るセンサーを持っている。
ブブキ戦
古来よりブブキ使いに伝わるブブキを賭けた一対一の決闘。各部位のブブキ使い同士での対戦。対戦者同士が手錠型のリンズで繋がれ、他のブブキ使いの手出しは許されない。しかし、AとBのブブキ戦において、他のブブキ使いCがA（攻撃される側）の前に立ち、B（攻撃する側）の攻撃から自分（及び自分の後ろにいるA）を守ることは可能。ブブキの破壊・ブブキ使いの死亡及び試合放棄によって勝敗が決し、敗北したブブキは両手足の全てのブブキ戦が終了するまで使用は不可能となる。
デモクラティア
悪であるブランキを世界中から殲滅させることを目的にした組織。的場井によればブランキに関する全ての利権を独占しようとしている超国家的組織。総裁はギー・バルヴィル・アベイユ。ギーは世界中のブブキ使いを束ねている。ギーの手腕なのか世界各国との関係も良好な模様。
アルゴー・ガウラ
ブランキ運搬用の飛行艇。リンズでの防御能力やステルス能力を有する。ドイツで建造され、かつて礼央子が購入した。フランスに向かうため的場井が操縦する。

## スタッフ
- 原作 - Quadrangle
- 監督 - 小松田大全
- シリーズ構成・脚本 - イシイジロウ、北島行徳、小松田大全（第13話より）
- キャラクターデザイン - コザキユースケ
- ブランキデザイン - 吉川達哉
- ブブキデザイン - あさぎり[7]
- メカニックデザイン - 高倉武史
- プロップデザイン - 岩永悦宜
- サブキャラクターデザイン - 尾崎智美
- ビジュアルデザイン - 有馬トモユキ、瀬島卓也
- CGスーパーバイザー - 鈴木大介
- モデリングディレクター - 足立博志
- テクニカルディレクター - 金田剛久、小嶋理子
- 美術監督・設定 - 金子雄司
- 色彩設計 - 垣田由紀子
- 撮影監督 - 池田新助
- 編集 - 廣瀬清志
- 音響監督 - 明田川仁
- 音楽 - 横山克
- 音楽制作 - KADOKAWA
- 音楽プロデューサー - 若林豪→竹山沙織
- プロデューサー - 吉武真太郎（第13話より）、加藤和之、野村和男、横田真吾→飯塚彩、新井恵介、劉瑾、植木達也→平川友香理、原裕和
- アニメーションプロデューサー - 平澤直
- 制作 - サンジゲン
- 製作 - BBKBRNK Partners（KADOKAWA、ウルトラスーパーピクチャーズ、トーセ、サミー、エー・ティー・エックス、ソニー・ミュージックコミュニケーションズ、台湾角川、ブシロード、電通）

## 主題歌
オープニングテーマ
「Beat your Heart」（第1話 - 第12話、第23話）
作詞 - 松浦勇気、AIJ / 作曲 - 松浦勇気 / 編曲 - 宮崎誠 / 歌 - 鈴木このみ
第1話、第23話ではエンディングテーマとして使用。第11話、第12話では挿入歌として使用。
「玲瓏たる純潔は『紅炎』の傀儡を疾らせ、暁天に燦めく証を刻む。」（第13話 - 第24話）
作詞・作曲・編曲 - té / 歌 - 万流礼央子（潘めぐみ）
第13話ではエンディングテーマとして使用。

エンディングテーマ
「ANGER/ANGER」（第2話 - 第12話）
作詞・作曲・編曲・歌 - MYTH & ROID
第12話では挿入歌として使用。
「so beautiful; - )」（第14話 - 第22話、第24話）
作詞 - タナカ零 / 作曲・編曲 - fu_mou / 歌 - 種臣静流（小松未可子）

## 各話リスト
| 話数                            | サブタイトル                               | 絵コンテ                | 演出                   | アニメーション ディレクター | 作画監督               | OPカードイラスト       | EDカードイラスト       |
| 第1期 ブブキ・ブランキ          | 第1期 ブブキ・ブランキ                     | 第1期 ブブキ・ブランキ  | 第1期 ブブキ・ブランキ | 第1期 ブブキ・ブランキ      | 第1期 ブブキ・ブランキ | 第1期 ブブキ・ブランキ | 第1期 ブブキ・ブランキ |
| ------------------------------- | ------------------------------------------ | ----------------------- | ---------------------- | --------------------------- | ---------------------- | ---------------------- | ---------------------- |
| 第一話                          | 魔女の息子 Earthbound Giant                | 小松田大全              | 小松田大全             | 三村厚史                    | 茶之原拓也 武藤信宏    | -                      | 吉川達哉               |
| 第二話                          | 炎の巨人 Blazing Berserker                 | 小松田大全              | 松下周平               | 中村基樹                    | 茶之原拓也 武藤信宏    | -                      | 大野ツトム             |
| 第三話                          | 心臓と手足 The Heart Meets Arms            | 村田和也                | 久保田雄大             | 石川真平                    | 茶之原拓也 武藤信宏    | -                      | Azusa                  |
| 第四話                          | 右手と拳銃 The Right Hand Bites The Bullet | 平井義通                | 平井義通               | 植高正典                    | 茶之原拓也             | -                      | 涼香                   |
| 第五話                          | 剣と指輪 2 Swords × 8 Rings                | 増井壮一                | 林直孝                 | 三村厚史                    | 武藤信宏               | -                      | あさぎり               |
| 第六話                          | 灰色の宝石 A Clockwork Whiz                | 佐野隆史 小松田大全     | 松下周平               | 鈴木大介                    | 茶之原拓也 武藤信宏    | -                      | Hisasi                 |
| 第七話                          | 首なし巨人 Master Of Gravity               | 新留俊哉 小松田大全     | のがみかずお           | 中村基樹                    | 武藤信宏               | -                      | NaBaBa                 |
| 第八話                          | 止まった心臓 Storm Bringer                 | 佐野隆史 小松田大全     | 久保田雄大             | 石川真平                    | 武藤信宏               | -                      | ニリツ                 |
| 第九話                          | 拳と拳 The Heart Beats Again               | 林直孝 小松田大全       | 林直孝                 | 植高正典                    | 茶之原拓也             | -                      | 比村奇石               |
| 第十話                          | 砕かれる心臓 Treasure Island               | 増井壮一                | 平井義通               | 三村厚史                    | 武藤信宏               | -                      | Third Echoes           |
| 第十一話                        | 不死の少女 The Dreamcatcher                | 山本秀世 小松田大全     | 松下周平               | 鈴木大介 中村基樹           | 茶之原拓也             | -                      | 左                     |
| 第十二話                        | 宝島の少年 Two Hearts                      | 笹木信作 小松田大全     | 久保田雄大             | 石川真平                    | 武藤信宏               | -                      | コザキユースケ         |
| 第2期 ブブキ・ブランキ 星の巨人 |                                            |                         |                        |                             |                        |                        |                        |
| 第十三話                        | 黒い王舞 Unique Girl                       | 小松田大全              | のがみかずお           | 三村厚史 中村基樹           | 茶之原拓也             | よつば                 | U35                    |
| 第十四話                        | にせものの心臓 The Menacing Comet          | 小松田大全              | 林直孝                 | 三村厚史 中村基樹           | 茶之原拓也             | uni                    | 堀泉インコ             |
| 第十五話                        | 右手の傷 The Bullet Hit The Right Eye      | 松下周平 小松田大全     | 松下周平               | 石川真平                    | 茶之原拓也             | 暮明                   | 未来電機               |
| 第十六話                        | 狩人の銃弾 The Night Of The Hunter         | 小松田大全              | 平井義通               | 植高正典                    | 茶之原拓也             | なたーしゃ             | フライ                 |
| 第十七話                        | 要塞島 What Would You Fight For?           | のがみかずお 小松田大全 | のがみかずお           | 三村厚史                    | 茶之原拓也             | とくまろ               | 紅緒                   |
| 第十八話                        | 蝶と死刑台 The Executioner's Scythe        | 林直孝 小松田大全       | 林直孝                 | 中村基樹                    | 茶之原拓也             | 裏方                   | POKImari               |
| 第十九話                        | 兄と妹 The Wooden Heart                    | 松下周平 小松田大全     | 松下周平               | 石川真平                    | 茶之原拓也             | とまとかげ             | 冬ゆき                 |
| 第二十話                        | 反逆する手足 The Rebellions                | 久保田雄大 小松田大全   | 久保田雄大             | 植高正典                    | 菅野千愛               | 幾花にいろ             | えいひ                 |
| 第二十一話                      | 白鳥の歌 Swan Song                         | 小松田大全              | のがみかずお           | 三村厚史                    | 茶之原拓也             | 人米                   | やすも                 |
| 第二十二話                      | 目覚める彗星 The Comet Opens Its Eyes      | 小松田大全              | 平井義通               | 中村基樹                    | 茶之原拓也             | しぐれうい             | 神山彩                 |
| 第二十三話                      | 星の巨人 The Gentle Giants Of The Galaxy   | 小松田大全              | 林直孝                 | 石川真平                    | 菅野千愛               | はねこと               | キヌガサ雄一           |
| 第二十四話                      | 冒険者たち Scrap-Book                      | 小松田大全              | 松下周平               | 植高正典                    | 茶之原拓也             | Aちき                  | コザキユースケ         |

## 放送局
| 放送期間                | 放送時間                     | 放送局     | 対象地域 | 備考                                   |
| ----------------------- | ---------------------------- | ---------- | -------- | -------------------------------------- |
| 2016年1月9日 - 3月26日  | 土曜 22:00 - 22:30           | TOKYO MX   | 東京都   |                                        |
|                         | 土曜 23:00 - 23:30           | AT-X       | 日本全域 | CS放送/製作委員会参加/リピート放送あり |
| 2016年1月10日 - 3月27日 | 日曜 1:30 - 2:00（土曜深夜） | KBS京都    | 京都府   |                                        |
|                         | 日曜 2:50 - 3:20（土曜深夜） | テレビ愛知 | 愛知県   |                                        |
| 2016年1月11日 - 3月28日 | 月曜 1:30 - 2:00（日曜深夜） | サンテレビ | 兵庫県   |                                        |
|                         |                              | BS11       | 日本全域 | BS放送/ANIME+枠                        |

| 配信期間               | 配信時間                   | 配信サイト         | 備考                              |
| ---------------------- | -------------------------- | ------------------ | --------------------------------- |
| 2016年1月11日 - 4月4日 | 月曜 12:00 更新            | dアニメストア      |                                   |
| 2016年1月20日 - 4月6日 | 水曜 0:00（火曜深夜） 更新 | GYAO!              | 第1話常設無料                     |
|                        | 水曜 12:00 更新            | バンダイチャンネル | 第1話常設無料                     |
|                        | 水曜 23:30 - 木曜 0:00     | ニコニコ生放送     |                                   |
| 2016年1月21日 - 4月7日 | 木曜 0:00（水曜深夜） 更新 | ニコニコチャンネル | 第1話常設無料、第2話以降1週間無料 |

| 放送期間                 | 放送時間                     | 放送局     | 対象地域 | 備考                                       |
| ------------------------ | ---------------------------- | ---------- | -------- | ------------------------------------------ |
| 2016年10月1日 - 12月17日 | 土曜 21:30 - 22:00           | AT-X       | 日本全域 | CS放送 / 製作委員会参加 / リピート放送あり |
|                          | 土曜 22:00 - 22:30           | TOKYO MX   | 東京都   |                                            |
| 2016年10月2日 - 12月18日 | 日曜 1:30 - 2:00（土曜深夜） | KBS京都    | 京都府   |                                            |
|                          | 日曜 2:50 - 3:20（土曜深夜） | テレビ愛知 | 愛知県   |                                            |
| 2016年10月3日 - 12月19日 | 月曜 1:30 - 2:00（日曜深夜） | サンテレビ | 兵庫県   |                                            |
|                          |                              | BS11       | 日本全域 | BS放送 / 『ANIME+』枠                      |

| 配信期間         | 配信時間               | 配信サイト | 備考             |
| ---------------- | ---------------------- | --- | ---------------- |
| 2016年10月3日 -  | 月曜 12:00 更新        | dアニメストア |                  |
| 2016年10月10日 - | 月曜更新               | 楽天ショウタイム |                  |
| 2016年10月12日 - | 水曜更新               | ニコニコチャンネル / バンダイチャンネル | 第13話は常時無料 |
|                  |                        | GYAO!ストア / ひかりTV / DMM.com / U-NEXT アニメ放題 / J:COMオンデマンド / auビデオパス Amazonビデオ / フジテレビオンデマンド / PSビデオ ビデオマーケット / HAPPY!動画 / ムービーフルPlus |                  |
|                  | 水曜 23:30 - 木曜 0:00 | AbemaTV | リピート配信あり |

## BD / DVD
| 巻       | 発売日        | 収録話          | 規格品番   | 規格品番   |
| 巻       | 発売日        | 収録話          | BD         | DVD        |
| -------- | ------------- | --------------- | ---------- | ---------- |
| 1        | 2016年4月27日 | 第1話 - 第3話   | ZMXZ-10541 | ZMBZ-10551 |
| 2        | 2016年5月25日 | 第4話 - 第6話   | ZMXZ-10542 | ZMBZ-10552 |
| 3        | 2016年6月24日 | 第7話 - 第9話   | ZMXZ-10543 | ZMBZ-10553 |
| 4        | 2016年7月27日 | 第10話 - 第12話 | ZMXZ-10544 | ZMBZ-10554 |
| 星の巨人 | 2017年3月24日 | 第13話 - 第24話 | ZMAZ-10888 | ZMSZ-10889 |

## Webラジオ
『ブブキ・ブランキ -心と右手をつなぐラジオ-』のタイトルでHiBiKi Radio Stationにて配信されていた。初回はプレ配信（2015年12月28日）で、2016年1月11日から3月28日まで毎週月曜日に更新、同年4月18日から9月19日まで月1回月曜日に更新、同年10月3日から12月26日（最終回）まで毎週月曜日に更新された。パーソナリティは小林裕介（一希東 役）、小澤亜李（朝吹黄金 役）が務める。

## 関連商品
- 放映記念乗車券 - 硬券5枚セットを第1期最終回放送日の2016年3月26日に首都圏新都市鉄道つくばエクスプレス秋葉原駅限定で発売された。

## 受賞
- 「VFX-JAPANアワード 2017」テレビ番組部門 優秀賞[13]。